# Little Dreamer (Status Quo)
Little Dreamer è un singolo della rock band inglese Status Quo, uscito nel novembre del 1989.

## La canzone
Al pari del primo, anche questo secondo singolo estratto dall'album Perfect Remedy si rivela privo di mordente pur esprimendo delle buone potenzialità musicali.
Il pezzo non va oltre il n. 76 nelle classifiche inglesi.

## Tracce
1. Little Dreamer - 3:58 - (Rossi/Frost)
2. Rotten to the Bone - 3:39 - (Rossi/Bown)
3. Doing It All for You - 4:08 - (Parfitt/Williams)

## Formazione
- Francis Rossi (chitarra solista, voce)
- Rick Parfitt (chitarra ritmica, voce)
- Andy Bown (tastiere, chitarra, armonica a bocca, cori)
- John 'Rhino' Edwards (basso, voce)
- Jeff Rich (percussioni)